# Masaya Kikawada
Masaya Kikawada (黄川田 将也?, Kikawada Masaya; 1º giugno 1980) è un attore giapponese, conosciuto per aver interpretato il ruolo di Takeshi Hongo/Kamen Rider 1 nel film Kamen Rider The First e nel suo sequel, Kamen Rider The Next.
Ha partecipato anche alla serie live action Pretty Guardian Sailor Moon, nel ruolo minore di Motoki Furuhata, il ragazzo che piace a Makoto Kino/Sailor Jupiter.
Per quanto riguarda il cinema, è apparso nel sequel di Battle Royale, Battle Royale II: Requiem, e nel ruolo del DJ Yousuke in Dear Friends.

## Filmografia

### Televisione
- Saikō no jinsei no owarikata - Ending Planner (TBS, 2012)
- Strangers 6 (WOWOW, 2011, Fuji TV, MBC, 2012)
- Kurumi no Heya (NHK, 2011)
- JOKER Yurusarezaru Sosakan (Fuji TV, 2010, ep3)
- Keishicho Shissonin Sosaka (TV Asahi, 2010)
- Zettai Reido (Fuji TV, 2010, ep11)
- Keishicho Sosa Ikka 9 Gakari 4 (TV Asahi, 2009, ep5)
- Giragira (TV Asahi, 2008, ep6)
- Sirius no Michi (WOWOW, 2008)
- Hitmaker Aku Yu Monogatari (NTV, 2008)
- Hokaben (NTV, 2008, ep4)
- One Pound Gospel (1 Pound no Fukuin) (NTV, 2008, ep4)
- Five (NHK, 2008)
- Onna Keiji Mizuki 2 (TV Asahi, 2007)
- Good Job (NHK, 2007)
- Sennyu Keiji Ranbo 2 (NTV, 2007)
- Enka no Joou (NTV, 2007)
- Byakkotai (TV Asahi, 2007)
- Seishun Energy Mo Hitotsu no Sugar & Spice (Fuji TV, 2006)
- My Boss, My Hero (NTV, 2006)
- Onna Keiji Mizuki (TV Asahi, 2005)
- Kaze no Haruka (NHK, 2005)
- Fukigen na Gene (Fuji TV, 2005)
- Bishōjo senshi Sailor Moon - Furuhata Motoki (TBS, 2003-2004)

### Cinema
- Orion in Midsummer (2009)
- Kamisama no Puzzle (2008)
- Kamen Rider: The Next (2007)
- Closed Note (2007)
- Sono Toki wa Kare ni Yoroshiku / That Time I Said Hi to My Boyfriend (2007)
- Presents: Uni Senbei (2007)
- Dear Friends (2007)
- Tannka (2006)
- Kamen Rider: The First (2005)
- Gachapon (2004)
- Battle Royale II: Requiem (2003)
- Tomie: Re-birth (2001)
- Whiteout (2000)
- Twilight Syndrome: The Digital Movie (2000)